# Theo van der Horst

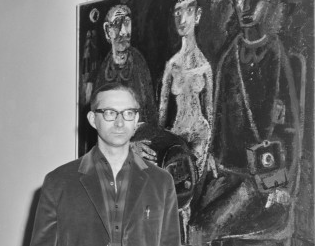
Theo van der Horst (1962)

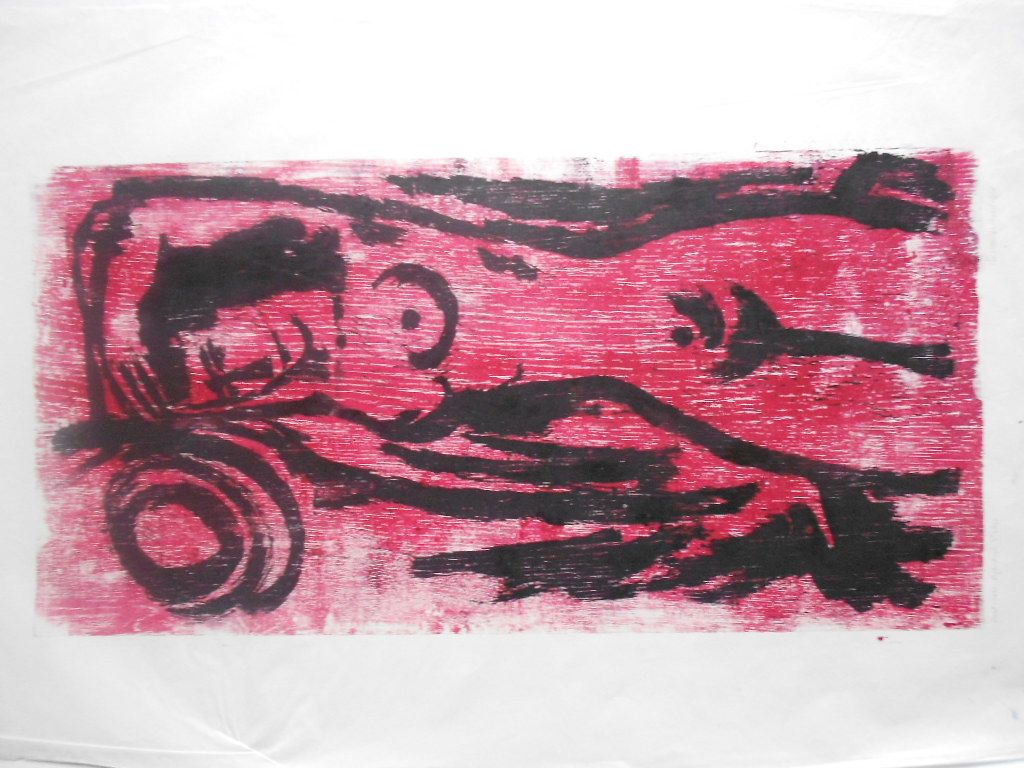
Linoldruck

Theodoor Theo van der Horst (* 18. Juli 1921 in Arnhem, Niederlande; † 9. Oktober 2003 in Arnhem, Niederlande) war ein niederländischer Maler, Bildhauer, Grafiker und Glasmaler.
Van der Horst malte Menschen, Tiere und Landschaften in einem expressionistischen Stil. Außer Ölgemälden machte er Radierungen, Zeichnungen, Gouachen, Skulpturen und Glasmalereien. Er präsentierte sich bis in die siebziger Jahre auf Ausstellungen in Galerien und Museen, aber dann entschied er als Einsiedler zu leben. Er starb im Oktober 2003 im Alter von 82 in Arnhem.
Theo van der Horst erhielt die folgenden Auszeichnungen:

- 1954 – Prijs van de Provincie Zeeland (watersnoodschilderij)[3]
- 1954 – Arnhemse prijs voor de beeldende kunst[4]
- 1962 – Quarles van Uffordprijs voor schilderkunst (oeuvre)[1]